# REV'IT!
REV'IT!（レブイット！、レヴイット！）はオランダ北ホラント州アムステルダム市に本社を置くライディングギア総合メーカーである。

## 沿革
Ivan Vosにより1995年オランダ アムステルダムで誕生した欧州のライディングウェアのメーカー。現在は世界へライディングウェアを供給している。
REV'IT!はオランダにある本社「REV'IT! Sport international B.V.」とアメリカ ニューヨーク州にある「REV'IT! Sport U.S.A.」で構成されている。
REV'IT!はレブイット！あるいはレヴイット！と日本語では発音。言葉の意味は「アクセルを全開にしろ！」の意。2008年からはmoto-GPに精力的にレーシングスーツの供給を開始し、トップライダー達のレーシングサポートをスタートしている。
日本の輸入商社は愛知県の株式会社PLOT(プロト)。2008年より日本国内へREV'IT!の製品の卸を行っている。

## 歴史
- 1995年 すべてのはじまり

Ivan Vosが自らのモーターサイクルウェアブランドを立ち上げようと思い立ったのが1995年でした。
その頃、彼はオランダでモーターサイクルウェアを輸入する会社を率いていましたが、市場には二通りのウェアしかありませんでした。
製品への愛に欠けた低価格ライディングウェアと素晴らしくデザインされてはいるがとても高価格なライディングウェア。
彼は現在にも通ずる考えのもとに、初のコレクションを立ち上げました。
バイクに乗っている時も降りている時でも、ルックスの良いライディングウェアの製作です。スタートから付加価値を鍵とし、REV'IT!はモーターサイクルウェアブランドの中間価格帯という位置を確立しました。シーズン毎にコレクションを拡大する中で、輸入業からREV'IT!のコレクションの充実に重点を置くまで、そう長くはありませんでした。
中間価格帯ブランドとして立ち上がったとは言え、年々コレクションを拡大する内に誰にでも手に取れる中間価格帯から高価格帯の価格に見合ったライディングギアを提供するに至りました。
- 2000年 ミレニアム、新しい時代の幕開け。ミレニアムの始まりはREV'IT!にとって新しい時代を意味しました。その初期に輸入ディストリビューター会社のブランドとして扱われていた後、REV'IT！ Sport :International B.V.が設立され、ブランドを引き継ぎました。その運営においては全てのREV'IT!商品デザイン、開発、プロモーションに重きを置きました。

念入りな開発から2000年7月にREV'IT!はEngineered skin®(エンジニアド・スキン)デザインコンセプトを打ち出しました。これは革新的な3D製品工学の手法です。これにより縫合部を衝撃の恐れの少ない部分に配することができました。その結果としてプロテクションのレベルを大幅強化、真に個性的な外見と雰囲気を持つ製品の製造ができました。
これはモーターサイクルアパレル業界に大きな足跡を残す事となりました。性能・デザイン・イノベーションといった中枢の価値観からEngineered skin®(エンジニアド・スキン)は間もなく今にも引き継がれる我々、REV'IT!の製品のDNAとなりました。(エンジニアド・スキンはライダーの機能的な第２の皮膚、肌という意味合いのようです。)
- 2002年 海を越えてアメリカ市場での挑戦開始。強い製品のみが生き残る様々な物が混ざった場所です。この考えからREV'IT!はその最初の製品をアメリカに打ち出し、成功しました。

それは我々の強い価値観が通用するということの証明となりました。USAの本当のバイク好き達は直ちに我々の製品の目的と顧客対応の質を評価してくれました。
このアメリカ市場での成功は我々がヨーロッパの外でこのブランドを成功させる事への更なる自信を与えてくれました。
アメリカでの努力の結果、アメリカやカナダの市場の要求をより満たす為、2006年にニューヨークにREV'IT! Sport USA LLC(アメリカ支社)を設立しました。
- 2006年に至るまでREV'IT!はそのオリジナルロゴ（モーターサイクリストを俯瞰したイメージの旧ロゴ）によって多くのモーターサイクリストに認知されることができました。

この頃、REV'IT!はモーターサイクリストの基本的なニーズを満たすだけのものには留まらなくなっていました。
そして、その当時REV'IT!はその内在的価値やその特徴、つまり革新的、且つデザインの良い性能面に重きを置いた面から認知されるに至りました。
これら３つの属性を認識できる形や意味をすなわちロゴに組み込み、新たなShieldマークをメーカーのロゴマークとして2006年9月1日に採用しました。
Shieldマークはスタイルや信頼を表し、今日、現在もメーカーの象徴となっています。
(通称タービンマークと呼ばれています。 ロゴマークについての解説は後ほど)
- 2008年 メインステージMotoGPへ参戦開始。真のレーシングスーツを理解するにはレースに出場する必要があると考えました。我々は1997年にレーシングスーツを製造し始めて以来、常にレース参戦をしており、開発を進める中でいつかMotoGPに進出する日が来る事を感じていました。2008年、これまでのコレクションよりも大幅な進歩となったSSコレクションを発表する頃にその日はやってきました。その当時の我々の目標は現在と変わらずハイクラスライダーをサポートする事、つまり世界中のスポーツライダー全てに我々の製品が彼らの期待を裏切らない事の約束の証明でした。最終的に製品がMotoGPレーサーの使用に耐え、且つその予想を上回る質であったならば、プロからアマチュアまでのあらゆるスポーツライダーにとっても良い製品であるということを保証し、証明できると考えたのです。

- 2009年 GORE-TEX®の採用。モーターサイクル業界の内外でREV'IT!は既存の価値に囚われないという地位を確立しました。我々は多数の創造的、且つ技術的ソリューションによって他社との差別化を図っています。このような運営方法から我々は業界の大手に認知され、GORE-TEX®社もまたその中の一社です。

彼らのREV'IT!にGOREテクノロジーを取り込むライセンス供与について誘いをいただいた時に、我々は明確にどのように彼らの技術を我々の製品に組み込むか、またどのように我々のコレクションの中に彼らを際立てるかについてのプランを固めました。2009年2月、我々はウェアやグローブに関するライセンス契約をサインしました。GOREテクノロジーと我々のEngineered skin®(エンジニアド・スキン)開発メソッドにより我々の製品の性能に更なる進展をもたらし、また安全に関する新たな基準やスタイル、機能性の確立に貢献しました。
- 2010年 レッド・ドット・デザイン賞の獲得。ドイツのレッド・ドット・デザイン賞はデザインや製品開発の世界において誰もが手にしたいと考える賞です。これは開発する製品に関わらずデザインへの従事の承認を表します。言うまでもなく我々の3D設計されたJerezレーシンググローブが2010年にこの賞を受け取った時は誇りに満たされました。我々の誇りを更に掻き立てたのがJerezがMotoGPライダーに採用されたという事実です。また、この受賞例は、そこに専念すればデザインと極めて高い水準の機能性の両立ができるという証明となりました。

- 2011年 TRYONIC社の吸収合併。モーターサイクルウェアにおける一つの鍵となるのがプロテクションです。ゆえに2011年にREV'IT！は世界中の市場で格式高いトップクラスのプロテクション製品を得意とするイタリアのブランド、TRYONIC社を吸収合併しました。これは我々のハイパフォーマンスモーターサイクルウェアを作るビジョンを、長い歴史に裏付けられたプロテクションに特化し経験と製品ラインナップによって拡大する事ができました。TRYONIC社のノウハウを取り入れる事は我々が世界的に突出したセーフティウェアメーカーとなる野望に則していたのです。

- 2012年 Tailored Technology(テイラード テクノロジー)。2012年に最初のTailored Techonology(テイラードテクノロジー)コレクション、アーバンモーターサイクリングに特化したファッション性の高いモデルで構成されたラインナップを発表しました。トータルコレクションの１セグメントとして立ち上がり、2015年にはもはや独立したコレクションとなり更にジャケット、ジーンズ、グローブ、シューズの幅広いバラエティを補完するために３つからなるサブセグメントが設けられました。Post Heritageはレトロ風なラインナップを揃え、Constructedはライダーのバイク乗車時よりも普段のファッションスタイルを反映します。Essentialsは市街地での走行を想定し、外からはわからないようにプロテクターを備えたラインナップです。

- 2012年 Aquadefence(アクアディフェンス)限りないイノベーションを行ってきた中で、それらをこの沿革に載せることは長くなってしまうので避けたかった。しかし、数十年間モーターサイクリストを悩ませてきた問題、天候の変化への対応、を解決したこのイノベーションは記載されて然るべきだろうと思います。

VCS | aquadefence (EU patent EP 2574249, US patent US 20130081192A1)は走行中にあらゆるウェアを一瞬でフルベンチレーテッドから完全に近い防水へと変えられる画期的な初のシステムです。
- 2012年 Ducati by REV'IT! ドカティとのコラボレーション。Ducatiは我々のブランドよりも約70年も前に立ち上げられましたが、デザイン・スタイル・性能に対する情熱にはREV'IT!と通ずるものがあると考えます。このような共通点が2社のコラボレーションに繋がり、2012年のDucati Strada Collection by REV'IT!に始まりました。無論このコレクションはDucatiとREV'IT!両社に通ずるハイパフォーマンス・美的価値を共有しています。それ以来、毎年、Ducati by REV'IT!商品が発表されています。この全てのコレクションはDucatiのディーラーネットワークから確認できます。(*欧州圏での取り組みです。)

- 2013年 PWR | shield(パワーシールド)の採用。耐摩耗性/引裂耐性に主眼を置き、ゆえに長年レザーをウェアの素材に使用してきましたが、我々のCordura®(コーデュラ)デニムと、我々の開発したPWR | shield(パワーシールド)との組み合わせがレザーの耐摩耗性/引裂耐性を凌いだ事でモーターサイクルウェア業界を震撼させました。

PWR | shield(パワーシールド)は我々のTailored Technology(テイラードテクノロジー)製品の哲学、ウェアにプロテクションを備えつつも、優雅にお洒落に見える、という点に寄与しています。
- 2014年 YAMAHA by REV'IT! ヤマハ社とのコラボレーション。2014年にREV'IT！とヤマハ(US YAMAHA)が関係を築き、アメリカ市場向けの彼らの商品の一部を生産したところから始まりました。我々の相互の目標であるスタイリッシュであらゆる市場でライダーのニーズに対応できる高品質な製品の開発が我々の早期から生産性の高い関係性を作り上げました。YAMAHA by REV'IT!製品はヤマハのUSディーラーネットワークから確認できます。(*USA市場での取り組みです。)

- 2015年 2つ目のレッド・ドット・デザイン賞の獲得。世界中が願ってやまない賞の一つを二度も手にした事、そのものが実績であることは我々REV'IT!の大きな誇りの一つです。

何がこれを更に特別にするかというと我々はSEEFLEX(シーフレックス)プロテクターでこの賞を取得しました。これらの商品は最高水準であるCE-level2のプロテクション水準に準拠し、ウェアに装着すればもう外からは装着しているかは分からない。機能する時には目に見えない物であるにもかかわらず、今一度我々のあらゆる仕事でのデザインの重要性を表しました。
- 2015年 ワールドチャンピオンシップの獲得。最も威信を賭けた世界的なレースにプレゼンスを示す中で多くを占めるのはウェアの開発ですが、我々は競争心を抑えられません。

2015年は我々が2008年にMotoGPに参入して以来の国際レースシーンで最も競争の激しい年となりました。この年は我々が活動していた全てのクラス、MotoGPやMoto2、Moto3、そしてスーパースポーツ世界選手権において勝利と表彰台を獲得しました。この功績の中で最も輝かしい成績を収めたのがREV'ITライダーとして初の世界チャンピオンシップを獲得したKenan Sofugluk(ケナン・ソフォーグル)選手です。彼が初のREV'IT!の世界チャンピオンとなったばかりでなく、彼はそのクラスの中で最も成功したライダーとなりました。

## ロゴマーク
現在のREV'IT!のロゴマークの由来は中世の騎士のシールド(盾)がモチーフ。ライダーを守る盾の意。また3本の線はREV'IT!の基軸の3種類のラインナップのDynamic(ダイナミック 主にアドベンチャー系ライディングギア)、Precision(プレシション レーシングスーツ等おもにスポーツ系ライディングギア)、Integration(インテグレーション シティユースのアパレルテイストのライディングギア)の象徴とされる。また、あるいはタービンマークがモチーフ。

## CE規格EN1621
欧州の他のライディングウェアのメーカー(アルパインスターズ、ダイネーゼ、SPIDI等)と同様に、REV'IT!もウェアに採用しているプロテクターはCE規格を取得したものを採用している。
CE規格とは、EU圏内での流通に関する安全性と合理性を図るため、様々な工業製品に対してCEの基準が設定されており、日本のJIS規格やSG規格とよく似た安全基準規格である。
EU圏内の国々ではプロテクターにも安全基準が設定されており、その基準を満たさない製品はEU圏内においてプロテクターとして流通、販売することが許可されない。
(日本ではCE規格のようにプロテクターに安全基準が存在しない為、日本国内のライディングウェアメーカーは自社開発のプロテクターにあえて安全性のアピールの為に欧州のCE規格を取得しているところもある。)
ライディングウェアのプロテクターのCE規格の安全基準は “EN1621”という基準で、アクシデントの際の数十トンの衝撃を基準の一定のレベルまでに抑える事が出来る事がCE規格取得の要件とされている。
その為、欧州のメーカーが採用しているプロテクターは日本国内のメーカーが自社基準でそれぞれ製作しているプロテクターと比較すると、かなり頑強で分厚い作りに見える事が多いが、これは厳しい安全基準を満たしている結果である。
また、REV'IT!は、安全ではあるが、スタイリッシュでない頑強で分厚いプロテクターを採用する事を嫌い、CE規格を満たす衝撃吸収性を兼ね備えながら、目立たず、柔らかいといったプロテクターの開発に成功しており、(SEEFLEX™、Seesoft™、Seesoft™等、自社開発のプロテクター)それらのプロテクターを採用した製品はスタイリッシュなルックスと安全性を両立することに成功している。
"EN1621"の基準には50J(ジュール)の衝撃をプロテクターに与えた際に透過する衝撃の数値にてlevel1,level2の安全基準認定レベルが存在する。
約2.5 kg のストライカを高さ2 mから落下させる衝撃試験を行い、プロテクターを通過する衝撃をkN(キロニュートン)で測定して試験、測定を行う。よりkNが少ない表示の数値のプロテクターが衝撃吸収性が高い事の証明となる。
・EN-1621-1　胸部・脊椎以外のプロテクター用の基準　level1認定の許容透過力 35kN以下、level2認定の許容透過力 20kN以下
　EN-1621-1には、さらに保護対象面積でType-AとType-Bの基準がある。Bの基準がより広い範囲を保護する際の基準(Aより広い範囲を保護する)Levelの認定基準のkNの基準は同一。
・EN-1621-2　脊椎プロテクター用の基準 level1認定の許容透過力 平均18kN以下 最大24kN以下、level2認定の許容透過力 平均9kN以下 最大12kN以下
・EN-1621-3　胸部プロテクター用の基準 level1認定の許容透過力 平均30kN以下 最大45kN以下、level2認定の許容透過力 平均20kN以下 最大35kN以下
参照 REV'IT! Protection technology https://www.revitsport.com/en/learning-center/revit-protection-technology/

## 主なユーザー（過去に使用した人も含む）

### 二輪車レース
- ダニロ・ペトルッチ
- アルバロ・バウティスタ
- ランディ・ドピュニエ
- ブラッドリー･スミス
- ケナン・ソフォーグル
- Garrett Gerloff
- PJ JACOBSEN
- Toprak Razgatlıoğlu
- ROB HARTOG
- JOE ROBERTS
- STEVEN ODENDAAL
- JAUME MASIÁ
- MAKAR YURCHENKO